# Condado del Valle de Pendueles
El condado del Valle de Pendueles es un título nobiliario español creado el 23 de enero de 1920 y por real despacho del 3 de marzo de 1920 por el rey Alfonso XIII a favor de María Teresa de Jesús de la Borbolla y Arpide.
Su denominación hace referencia a la parroquia de Pendueles, del concejo asturiano de Llanes

## Condes del Valle de Pendueles
|                           | Titular                                       | Periodo                   |
| Creación por Alfonso XIII | Creación por Alfonso XIII                     | Creación por Alfonso XIII |
| ------------------------- | --------------------------------------------- | ------------------------- |
| I                         | María Teresa de Jesús de la Borbolla y Arpide | 1920-1926                 |
| II                        | José Suárez-Guanes y de la Borbolla           | 1926-1960                 |
| III                       | José María Suárez-Guanes y Peláez             | 1961-1981                 |
| IV                        | José Luis Suárez-Guanes e Ibáñez              | 1982-2017                 |
| V                         | Teresa Suárez-Guanes e Ibánez                 | 2018-2021                 |
| VI                        | Carmen Covadonga Pradas Zurita                | 2025-pres.                |

## Historia de los condes del Valle de Pendueles
- María Teresa de Jesús de la Borbolla y Arpide (n Santander, 25 de noviembre de 1855[4]), I condesa del Valle de Pendueles.[1]

Casó con José Suárez-Guanes e Ibáñez de Bustamante (Vidiago, 1835-Madrid, 18 de marzo de 1926), senador del Reino por las provincias de Cuba (Santiago de Cuba) y Guadalajara, y vitalicio. En 1926, le sucedió su hijo:
- José Suárez-Guanes y de la Borbolla (1876-1960), II conde del Valle de Pendueles[1][6] y  mayordomo de semana del rey Alfonso XIII.

Sin descendientes. En 20 de octubre de 1961, le sucedió su sobrino, hijo de su hermano Lorenzo y de su esposa, María de las Mercedes Peláez Quintanilla:
- José María Suárez-Guanes y Peláez (1917-1981), III conde del Valle de Pendueles.[1]

Casó con María Teresa Ibáñez Pico. En 18 de octubre de 1982, su hijo:
- José Luis Suárez-Guanes e Ibáñez (Madrid, 9 de octubre de 1941-Madrid, 7 de mayo de 2017), IV conde del Valle de Pendueles[1] e historiador y crítico taurino.[7]

Casó con Carmen Esteban Villarroel. Sin descendencia, en 22 de noviembre de 2018, le sucedió su hermana:
- Teresa Suárez-Guanes e Ibáñez, (1944-2021) V condesa del Valle de Pendueles.[1][8]

Casó con Álvaro Zurita Sáenz de Navarrete. Con descendencia. Debido al fallecimiento de su hija primogénita en 2021, se dictó orden para expedir la real carta de sucesión a favor de su nieta, Carmen Pradas Zurita, pero al no haber liquidado el impuesto correspondiente, dicha orden se dejó sin efecto. Finalmente, en 2025 le sucedió su nieta:
- Carmen Covadonga Pradas Zurita, VI condesa del Valle de Pendueles.[10]